# Аудієнція

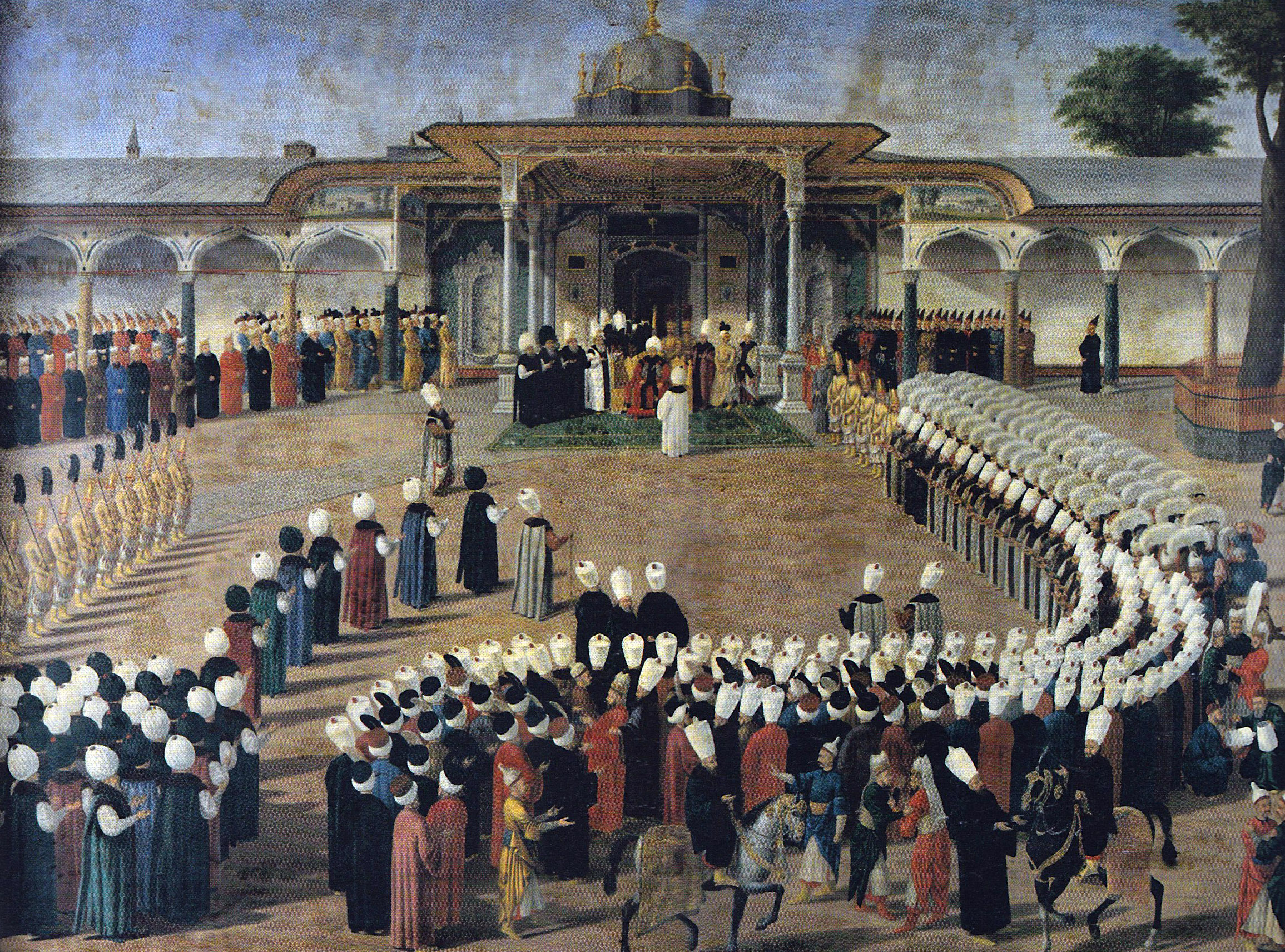
Французькі дипломати очікують на аудієнцію султана Селіма III 10 жовтня 1724 в Топкапи

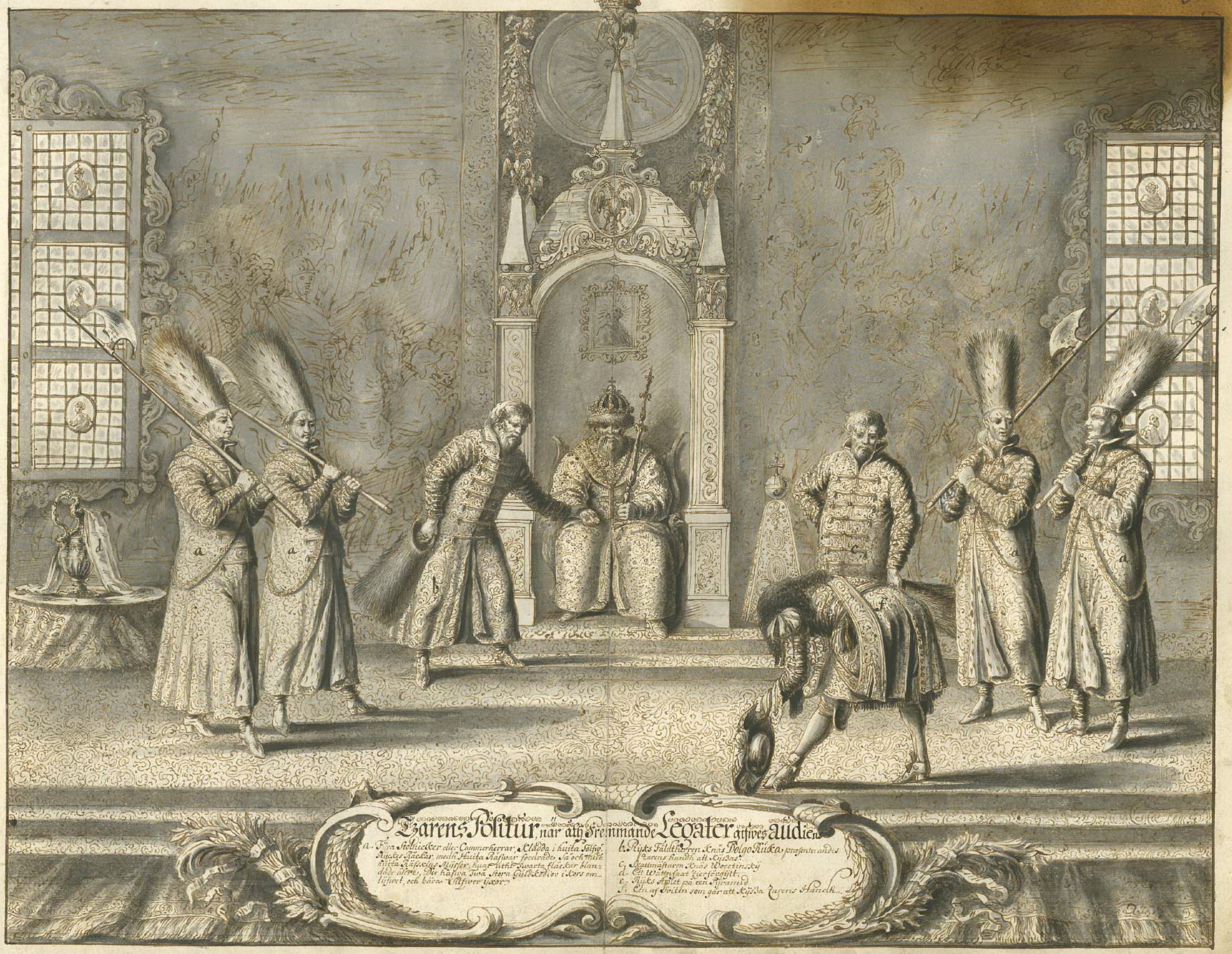
Прийом царем Олексієм Михайловичем шведського посольства в 1674

Авдієнція (лат. audientia — «слухання») — 1) офіційний прийом у особи високого звання чи рангу, як правило правителя — імператора, короля, султана, князя, сьоґуна, хана, папи римського й інших; 2) у міжнародному праві – прийняття главою держави дипломатичного представника або особи, що займає високу державну посаду.
Голови дипломатичних представництв і особливих місій, незалежно від їхнього класу й рангу, мають право на аудієнцію. Окрім цього, аудієнція, як правило, дається під час вручення вірчих грамот або на прохання голови представництва або особливої місії.
ВИДИ АУДІЄНЦІЙ
Приватна	За закритими дверима, з довіреними особами
Публічна	Відкрита частина прийому або з участю свідків
Формальна	Офіційна за протоколом, з регламентом
Інформаційна	Для передачі чи отримання повідомлення
Духовна	З духовним лідером, як от з Папою